# 原武之
原 武之（はら たけゆき）は、兵庫県出身の弁護士、登録番号30492。名古屋のオリンピア法律事務所に所属。

## 経歴
兵庫県生まれ。私立滝川高校を経て、早稲田大学法学部卒業。
2003年、第二東京弁護士会登録後、日本四大法律事務所である森・濱田松本法律事務所に入所。2006年、愛知県弁護士会に登録換えをしたのち、川上・原法律事務所（名古屋）に移籍独立。
2008年、東海地区で初となるM&A業務専門チーム「名古屋M&Aパートナーズ」を設立。また同年、石嶋琢巳（社会保険労務士）と共に、企業側人事労務相談窓口である「年金労働ドットコム」を設立している。
2017年2月、川上・原法律事務所と他の法律事務所が合併し、オリンピア法律事務所を設立。

## 出演

### テレビ
- 情報フレッシュ便 さらさらサラダ（NHK、2009年）

### ラジオ
- こちら北野誠法律相談所！（CBCラジオ、2007年 - 2009年）
- つボイノリオの聞けば聞くほど（CBCラジオ、2009年）
- こちらごごイチ法律相談所！（CBCラジオ）
- 森脇健児と原武之のもしも裁判員!（CBCラジオ）
- お悩み解決バラエティ 北野誠と原武之の 日曜だもの（CBCラジオ、2010年4月 - 2012年4月）
- 北野誠のズバリ（CBCラジオ）

### 新聞
- 3分リーガルゼミ（日本経済新聞、2006年）
- 原弁護士の役に立つ法律（中部経済新聞、2008年）
- 原弁護士と石嶋社労士の法律相談Q&A（中部経済新聞、2009年）

## 著作
- 『個人情報保護法の企業実務』（共著・新日本法規）

## その他
お寺で生活困窮者の子どもたちを対象とした、教育支援NPO寺子屋道の共同代表
2018年「労働組合の弱体化をはかった」として愛知県弁護士会より戒告を受ける（自由と正義掲載 2018年9月）